# Christiane Baumann (Kulturhistorikerin)
Christiane Baumann (* 1963) ist eine deutsche Journalistin und Autorin. Sie forschte und publizierte zur Kulturgeschichte der DDR.

## Leben
Christiane Baumann wuchs in der DDR auf. Sie studierte von 1981 bis 1987 Germanistik an der Humboldt-Universität mit einem Diplom-Abschluss. Nach eigenen Worten kam sie zum Ende der DDR in die Nähe des Neuen Forums und dann als Quereinsteigerin zum Journalismus.
Sie war nach der Wende in Ostberlin 1990/1991 Mitbegründerin und Redakteurin der unabhängigen Frauenzeitschrift Ypsilon. Im September 1991 wurde die Redaktion der Zeitschrift ausgetauscht. Seitdem ist Christiane Baumann als freie Autorin und Journalistin tätig.

## Werk
Seit 2004 veröffentlichte sie ihre Forschungen zu Personen und Institutionen in der DDR. Sie legte 2005 ihre erste Studie über die Geschichte des 1971 im Auftrag SED mit der Stasi gegründeten Literaturzentrums Neubrandenburg vor. Neben der Verwaltung von Nachlässen war die Aufgabe des Zentrums die „Erfassung und intensive Betreuung literarisch tätiger junger Bürger der DDR“ zwecks „Aufdeckung feindlich-negativer Haltungen“. Baumann wies die weitgehend konzeptionelle und personelle Kontinuität des Zentrums in Gestalt führender Vereinsmitglieder mit IM-Vergangenheit bis lange nach der Wende nach. Sie kritisierte zudem, dass es zwischen 1989 und 2004 keine intensive Auseinandersetzung mit der Vorgeschichte der eigenen Einrichtung gegeben habe. Das Erscheinen ihrer Studie löste Debatten aus. Heide Hampel, seit 1972 im Literaturzentrum tätig, trat als Geschäftsführerin zurück. Nach weiteren Recherchen erschien die Studie 2006 als Buch in der Schriftenreihe der Robert-Havemann-Gesellschaft. Gefördert durch den Schweriner Landesbeauftragten für die Unterlagen des DDR-Staatssicherheitsdienstes veröffentlichte Baumann 2008 Gespräche mit Autoren, die früher direkt oder indirekt mit dem Zentrum zu tun hatten.
In ihrer Studie von 2007 (Die „Frahm-Geschichte“ und Helmut Sakowskis Fernsehfilm „Daniel Druskat“) widmete sie sich dem Autor und ehemals im ZK der SED Helmut Sakowski, der seit 1942 Mitglied der NSDAP gewesen war und darüber in der DDR nicht öffentlich gesprochen habe. In gedruckten DDR-Biografien sei es nicht vorgekommen. Sie bezeichnete ihn als „Schriftsteller-Funktionär“, der keine Gelegenheit ungenutzt gelassen habe, sich „zur Parteilichkeit im Sinne der SED zu bekennen“. In seinem Fernsehfilm Daniel Druskat habe er sich mit NS-Schuld beschäftigt, weil er sich selbst schuldig fühlte.

## Publikationen (Auswahl)
- Das Literaturzentrum Neubrandenburg 1971–2005. Literaturpolitik zwischen Förderung, Kontrolle und neuer Geschichtslosigkeit, eine Recherche (= Schriftenreihe der Robert-Havemann-Gesellschaft. Band 11). Berlin 2006, ISBN 978-3-938857-03-8.
- Die „Frahm-Geschichte“ und Helmut Sakowskis Fernsehfilm „Daniel Druskat“ – Ein Neubrandenburger Parteiskandal und sein Weg ins kollektive Gedächtnis. In: Carsten Gansel (Hrsg.): Gedächtnis und Literatur in den „geschlossenen Gesellschaften“ des Real-Sozialismus zwischen 1945 und 1989. V & R Unipress, Göttingen 2007, ISBN 978-3-89971-348-0, S. 171–186.
- Rückblende – Junge Autoren in Neubrandenburg (DDR). Interviews und Texte. Hrsg. Landesbeauftragter für die Unterlagen des Staatssicherheitsdienstes der DDR in Mecklenburg-Vorpommern. 2008.
- Manfred „Ibrahim“ Böhme, ein rekonstruierter Lebenslauf (= Schriftenreihe der Robert-Havemann-Gesellschaft.) Berlin 2009, ISBN 978-3-938857-08-3.[9][10]
- Manfred „Ibrahim“ Böhme. Das Prinzip Verrat. Ergänzte Neuauflage. Lukas Verlag, Berlin  2015, ISBN 978-3-86732-208-9.[11]
- Greifswald Dom und Stadt im Jahr 1989/90. 2010.
- Hinter den Kulissen, inoffizielle Schweriner Theatergeschichten 1968 bis 1989.  Hrsg.: Landesbeauftragte für Mecklenburg-Vorpommern für die Unterlagen des Staatssicherheitsdienstes der ehemaligen DDR. Schwerin 2011, ISBN 978-3-933255-37-2.[12]
- Die Kreisdienststelle Greiz und ihr inoffizielles Netz. 2011.
- „Vertrauen ist gut, Kontrolle ist besser.“ Schlaglichter auf 38 Jahre SED-Bezirkszeitung Freie Erde. 2013.
- Die Zeitung „Freie Erde“ (1952–1990). Kader, Themen, Hintergründe, Beschreibung eines SED-Bezirksorgans. 2013.
- Frage & Antwort 2013 – der Lyriker Reiner Kunze im Interview. 2013.
- Altbischof Heinrich Rathke. ein erzählter Lebenslauf. 2015, Film.
- Der Pappel-Friedhof in Prenzlauer Berg eine kleine Berliner Stadt-Geschichte. Lukas Verlag, Berlin 2015, ISBN 978-3-86732-226-3.
- „In Rostocker Verbundenheit!“ Der Verband Ehemaliger Rostocker Studenten (VERS) und seine Geschichte. 2018.
- Richard Voß 1850–1918. 2018.
- „Das Volk“ in Thüringen – Zur Geschichte einer SED-Zeitung (1946 bis 1990), 2020